# Europa atlântica
Europa Atlântica é um termo geográfico e antropológico para a porção ocidental da Europa que é banhada pelo Oceano Atlântico.
[[Imagem:Atlantic-Europe.jpg|right|thumb|250px|Europa Atlântica

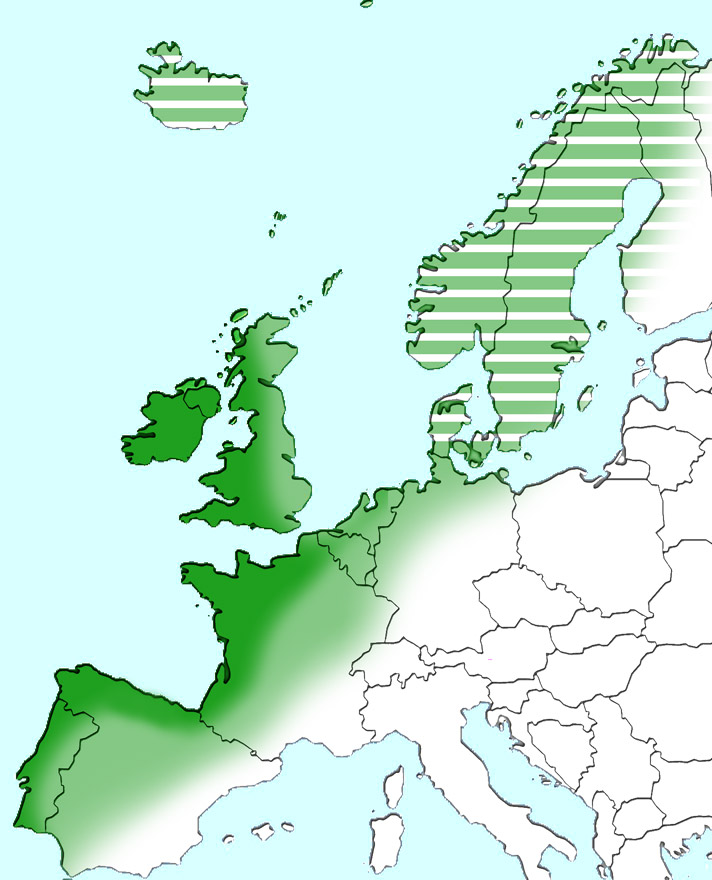
Europa Atlântica
Arco Atlântico
Europa Atlântica
legend|#FFFFFF|Europa

Em sua definição mais ampla, é composta por Espanha, Portugal o norte e o noroeste da França e as Ilhas Britânicas. Em alguns casos a Islândia os Países Baixos e a Escandinávia também são incluídos.
Arqueólogos notaram que os povos pré-históricos da Europa Atlântica tinham certas características em comum, como demonstrado por artefatos e estilos de arquitetura encontrados na região, o que indica ser um forte indício de comércio entre esses povos.
Alguns exemplos são a Cultura Megalítica européia e a Idade do Bronze atlântica. Há uma indústria centrada na costa oeste da França e Bretanha mas com ligações visíveis com sociedades da Península Ibérica e da Grã-Bretanha por seus produtos, principalmente a espada da Idade do Bronze. Esses produtos eram amplamente comprados e vendidos pelas rotas marítimas da Europa Atlântica.